# Ugajafukiaezu
Ugajafukiaezu no Mikoto (japonsky 鵜葺草葺不合命) je šintoistický kami a v japonské mytologii otec prvního japonského císaře Džimmu.
V kronice Kodžiki se jeho jméno objevuje v podobě 天津日高日子波限建鵜葺草葺不合命 (Amacuhiko Hiko Nagisatake Ugajafukiaezu no Mikoto) a v kronice Nihonšoki jako 彦波瀲武鸕鶿草葺不合尊 (Hiko Nagisatake Ugajafukiaezu no Mikoto).

## Mytologie
Ugajafukiaezu byl synem Hooriho, syna Ninigi-no-Mikota, vnuka bohyně Slunce Amaterasu, která jej seslala na svět, aby vládl zemi Ašihara no Nakacukuni (tento výraz se během let stal synonymem pro Japonsko), a Tojotamy-hime, dcery mytologického draka Rjúdžina, strážného božstva moře.
Ačkoli Tojotama-hime otěhotněla v podmořském dračím paláci Rjúgú-džó, rozhodla se, že své dítě neporodí v oceánu, a zamířila k pobřeží. Tam se její rodiče snažili zbudovat pro ni dům, kde by mohla porodit. Rozhodli se pokrýt střechu kormoráním peřím místo trsů mařice. Byli už skoro hotovi, když Tojotama-hime začala rodit.
A když měla začít rodit, řekla svému manželovi:
„Když přijde jejich čas, lidé z jiných zemí rodí podle svých domácích zvyklostí. Proto i já teď porodím dítě ve své původní podobě. Naléhavě tě prosím, nedívej se na mě!“
Protože mu ta řeč připadala podivná, skryl se tajně uvnitř a sledoval ji, právě když začínala rodit.
Proměnila se v ohromnou mořskou obludu s množstvím dlouhých rukou, jež se jí roztahovaly, kroutily a plazily po břiše.
Vyděšen tím hrůzným pohledem vyběhl ven a prchal, jak nejrychleji uměl, pryč.
Zostuzená Tojotama-hime uprchla a opustila své novorozené dítě, jež nazvala Ugajafukiaezu.
Později, když Ugajafukiaezu dospěl, oženil se se svou tetou Tamajori-hime. Měli spolu čtyři děti jménem Hikoicuse, Inai, Mikeirinu a Hikohohodemi (pozdější císař Džimmu).